# Heinrich Peuckmann

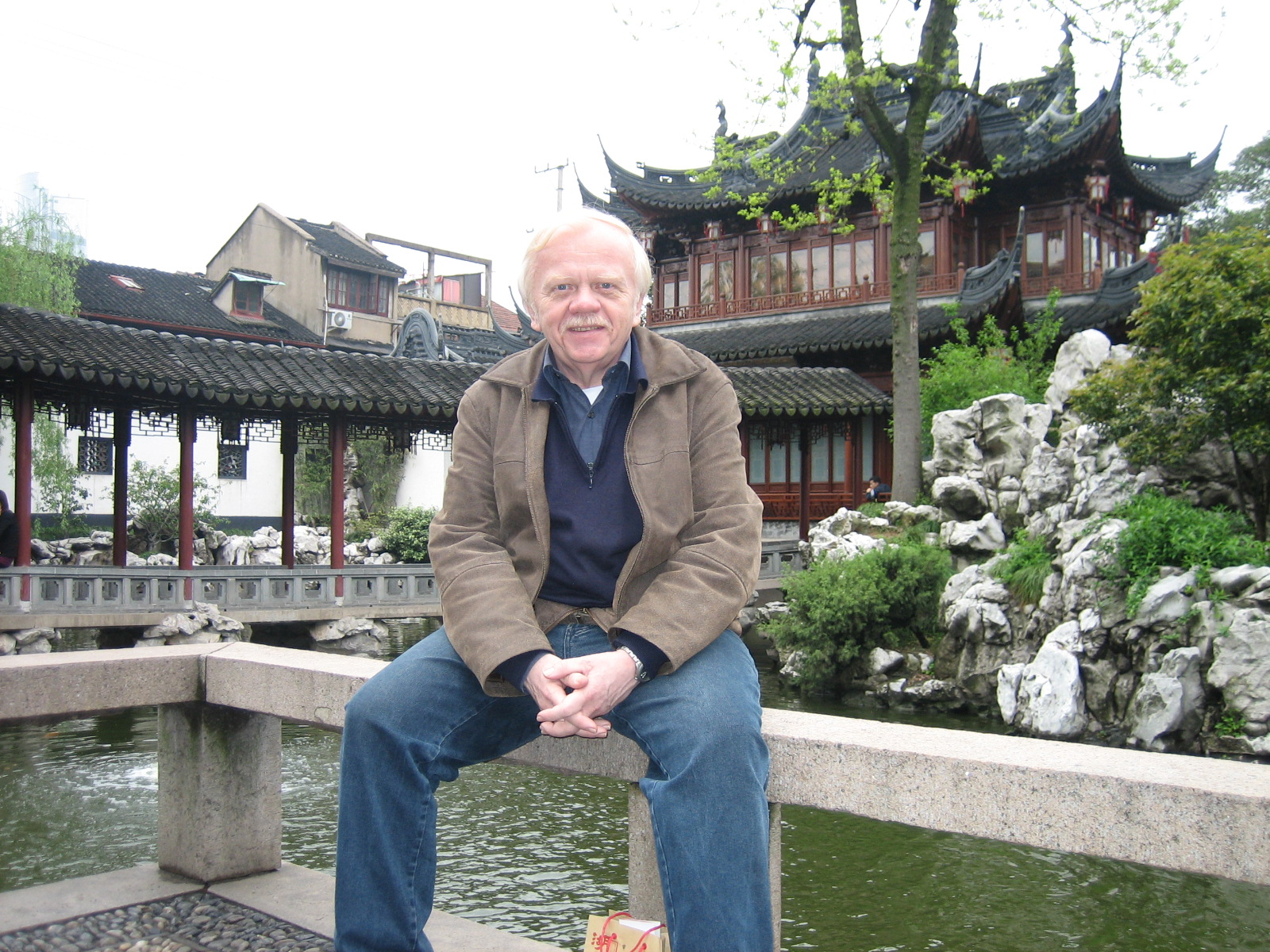
Heinrich Peuckmann im Yu-Garden in Shanghai, 2006

Heinrich Peuckmann (* 15. Juli 1949 in Kamen; † 3. März 2023) war ein deutscher Schriftsteller und Gymnasiallehrer.

## Leben
Heinrich Peuckmann legte sein Abitur 1968 am Aufbaugymnasium in Unna ab. Einer seiner Klassenkameraden war der Schauspieler Dieter Pfaff. Nach dem Studium der Germanistik, Geschichte und evangelischen Theologie in Bochum arbeitete Peuckmann von 1974 bis 2011 als Lehrer am Städtischen Gymnasium in der Stadt Bergkamen und wurde Mitglied der GEW und IG Druck und Papier.
Seine Arbeitsgebiete als Schriftsteller waren Gedichte, Erzählungen, Romane, Essays, Reportagen, Theaterstücke, Hörspiele, Kinderbücher und Krimis. Bekannt geworden sind zwei Romanreihen von Peuckmann: einmal seine Krimiserie um den Kommissar Anselm Becker und daneben seine Reihe mit Ruhrgebietsromanen (u. a. Flucht in den Berg, Schattenboxer, Saitenwechsel, Leere Tage). 1988 wurde Peuckmann mit dem Förderpreis für junge Künstler ausgezeichnet. Er war Mitglied des Werkkreises Literatur der Arbeitswelt.
Er war Mitglied des PEN-Zentrums Deutschland, im Verband deutscher Schriftsteller, in der literarischen Vereinigung „Die Kogge“ und in der Krimiautorenvereinigung „Das Syndikat“. Bei der PEN-Jahrestagung 2013 in Marburg wurde Heinrich Peuckmann in das Präsidium und am 10. Mai 2019 in Chemnitz zum Generalsekretär des PEN-Zentrums Deutschland gewählt. Er hatte 2006 an der Tongji-Universität in Shanghai sowie 2007, 2008 und 2012 an der Fremdsprachenuniversität Jiaotong-Universität in Xi’an eine Gastdozentur „Deutsche Literatur“ inne.
Auf der PEN-Hauptversammlung in Gotha im Mai 2022, bei der es um die Zukunft des PEN-Zentrums und seines umstrittenen Vorstands unter Deniz Yücel ging, wurde Peuckmann mit großer Mehrheit in seinem Amt als Generalsekretär bestätigt. Diese Bestätigung war nach Darstellung Ralf Sotschecks einer der Hauptgründe für den Eklat, der zum Rücktritt Yücels führte.
Peuckmann war Vater von drei Söhnen, lebte in seinem Geburtsort Kamen in Nordrhein-Westfalen und verstarb am 3. März 2023 im Alter von 73 Jahren.

## Werke
- Vaters Freunde. Erzählungen. Oberhausen 1984.
- Unverkennbar rot. Erzählungen. Oberhausen 1989.
- Riss in der Fassade. Erzählungen. Köln 1990.
- Leise Worte, fremdes Land: Erzählungen, Essays, Gedichte zu einer verlorenen Utopie. Oberhausen 1991.
- Der Blick aus dem Kiosk. Erzählungen. Bönen 1995.
- Die Schattenboxer. Roman. München 2000.
- Die Helden aus dem Fußball-Westen: Geschichten, Legenden, Anekdoten. Aschendorff-Verlag, Münster 2001.
- Der Trick mit der Schürze und andere Begebenheiten. Aschendorff-Verlag, Münster 2002.
- Mehr Helden aus dem Fußball-Westen. Aschendorff-Verlag, Münster 2003.
- Das Lied an den Schmetterlingsquellen: Erzählungen aus Asien. Mitteldeutscher Verlag, Halle 2004.
- Rückkehr nach Shanghai. Roman. Aschendorff-Verlag, Münster 2004.
- Der Sohn der Tänzerin. Roman. Universitätsverlag Brockmeyer, Bochum 2008.
- Der Vorwärtsfahrer. Erzählungen. Universitätsverlag Brockmeyer, Bochum 2009.
- Baku und das Wembley-Tor: Fußballbuch (zusammen mit Michael Nosiadek). Aschendorff-Verlag, Münster 2009.
- Die Schattenboxer. Überarbeitete Neuausgabe. Asso-Verlag, Oberhausen 2010.
- Saitenwechsel. Roman. Asso-Verlag, Oberhausen 2012.
- Leere Tage. Roman. Asso-Verlag, Oberhausen 2014.
- Die lange Reise des Herrn Balzac. Novelle, Lychatz Verlag, Leipzig 2016.
- Schichtwechsel. Poetische Schlagwetter. Hrsg. zusammen mit Gerd Puls. Asso Verlag, Oberhausen 2017.
- Gefährliches Spiel. Fußballnovellen, Kulturmaschinen Ochsenfurth 2018.
- Der brennende Himmel in Ruhrgebietchen – was deine Kinder an dir lieben und was nicht. Verlag Henselowsky Boschmann, Bottrop 2018. ISBN 978-3-942094-80-1.
- Aus der Spur Roman, Lychartz Verlag, Leipzig 2018.
- Unverhoffte Begegnung Erzählungen, Kulturmaschinen, Hamburg 2020.
- Der Schimmer der Schwärze. Novelle. Kulturmaschinen Verlag. Freiburg 2023.

Lyrik
- Träumen. Lyrik-Grafikmappe. Mit Grafiken von Willi Sitte. Bönen 1991.
- Der Sommer fällt. Lyrik. Mit Graphiken von Stephan Geisler. Universitätsverlag Brockmeyer, Bochum 2007.
- Erinnern. Vergessen. Lyrikband mit Grafiken von Willi Sitte. Lychatz-Verlag, Leipzig 2013.
- Nicht die Macht der Steine. Aschendorff Verlag, Münster 2017.
- Und sammle Bilder. Gedichte. Asso Verlag, Oberhausen 2019.
- Lasse die Zeit stehen. Gedichte. Kulturmaschinen Verlag, Freiburg 2021.
- Da ist das Bild. Gedichte. Kulturmaschinen Verlag, Freiburg 2023.

Kriminalromane
- Teufelszeug. Kriminalroman, Aschendorff-Verlag, Münster 2005 (ISBN 3-402-03196-5).
- Schillers Vermächtnis. Kriminalroman. Aschendorff-Verlag, Münster 2006.
- Partystimmung. Kriminalroman. Aschendorff-Verlag, Münster 2007.
- Zweites Leben. Kriminalroman. Aschendorff-Verlag, Münster 2008.
- Armentafel. Kriminalroman. Aschendorff-Verlag, Münster 2009.
- Heimkehr. Kriminalroman. Aschendorff-Verlag, Münster 2010.
- Das Pendel. Kriminalroman. Lychatz-Verlag, Leipzig 2011.
- Aus dem Nichts. Kriminalroman. Aschendorff-Verlag, Münster 2011.
- See des Schweigens. Kriminalroman. Lychatz-Verlag, Leipzig 2012.
- Unerwartete Begegnung. Kriminalerzählungen. Universitätsverlag Brockmeyer, Bochum 2012.
- Nach Abpfiff Mord. Kriminalroman. Lychatz-Verlag, Leipzig 2013.
- Angonoka. Kriminalroman. Lychatz-Verlag, Leipzig 2014.
- Gefährliches Glitzern. Kriminalroman. Lychatz-Verlag, Leipzig 2015.
- Tarnbriefe. Kriminalroman. Lychatz Verlag, Leipzig 2016.
- Schwarze Tage. Kriminalroman. Lychatz Verlag, 2018.
- Im Kerker. Kriminalroman. Lychatz Verlag, Leipzig 2019.
- Getrennte Wege. Kriminalroman. Lychatz Verlag, Leipzig 2020.
- Sprung von der Brücke. Kriminalroman. Lychatz Verlag, Leipzig 2021.
- Das Schicksal entscheidet. Kriminalroman. Lychartz Verlag, Leipzig 2023.

Jugendbücher
- Aufbruch in Shanghai: Roman über das neue Wirtschafts-China. München 1995.
- Flucht in den Berg. München 1997. Neuauflage: Oberhausen 2005.
- Nori und der große Regen: Roman über den Mädchenverkauf in Thailand. München 1998.
- Fouls und Fallen. Fußballkriminalroman. Gertraud-Middelhauve-Verlag, München 1999.
- Staffellauf: Leichtathletikkrimi. Münster 2005.
- Tim und Anna fahren ein. Kinderbuch. Aschendorff: Münster 2010.
- Rongs Suche nach der verlorenen Schrift. Autumnus Verlag, Berlin 2014.

Kinderbücher
- Brögers Urwald: Bettkantengeschichten. Oberhausen 1986.
- Der verlorene Traum. Köln 1988.
- Robert, der Verkehrtmacher. Köln 1988.
- Die Sandkastenrocker. Köln 1990.
- Kinderzirkus Travados. Bönen 1992.
- Der Mann mit dem Papagei. Berlin/München 1993.
- Rui und der Panda. München 1996.
- Der Wal in der Garage. München 1997.
- Die schönsten Geschichten aus der Bibel. Würzburg 2001.
- Das Land der Bibel. Würzburg 2003.
- Tim und Anna fahren ein: Kinderbuch über den Bergbau. Münster 2010.
- Entdecke die Klassische Literatur. Autumnus Verlag, Berlin 2017.
- Schiff Ahoi für Nina. Autumnus Verlag, Berlin 2017.
- Viel los in der Kirche. Autumnus Verlag, Berlin 2020.

Dramen, Drehbücher
- Natal. Drama (mit Horst Hensel). Uraufführung: Lünen 1991.
- Die Bandelbarrikade: Westphälisches Heimatstück (mit Horst Hensel). Bauer-Verlag, Berlin 1994.
- Annette und George. Opernlibretto (mit Horst Hensel). Musik: Matthias Bonitz. Uraufführung: Münster 1999.